# St. Leger Stakes
Groupe 1
Les St. Leger Stakes est une course hippique au Royaume-Uni.

## Caractéristiques

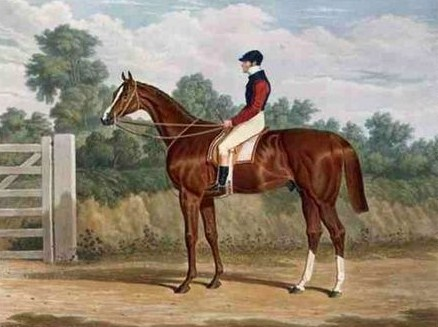
Elis, gagnant du St. Leger Stakes à Doncaster, 1836 par John Frederick Herring

Course de groupe 1 ouverte aux poulains et pouliches de 3 ans, couru sur la distance  de 2 921 mètres (1 mile, 6 furlongs et 115 yards), le St. Leger a lieu chaque année sur l’hippodrome de Doncaster en septembre. La plus ancienne course au monde, dont la première édition remonte à 1776, c'est la dernière étape de la Triple Couronne anglaise, après les 2000 guinées Stakes et le Derby d'Epsom. Son pendant irlandais, le Irish St Leger, est couru sur 2 816 mètres (1 mile, 6,5 furlongs).

La victoire du cheval Elis, en 1836, est restée fameuse puisque c'est pour le transporter que l'on fit pour la première fois usage d'un van.

« C'est à l'occasion du Saint-Léger gagné par Elis que l'on usa pour la première fois d'un van comme mode de locomotion pour les chevaux. Ce fut l'occasion d'un coup monstre. 
C'était avant l'invention des chemins de fer. Les chevaux allaient à pied de Newmarket ou d'ailleurs à Doncaster, par étapes. Six jours était le minimum de temps nécessaire. Or, on vit encore Elis trois jours avant la course à Danebury. On en conclut qu'il était un impossible partant et sa cote de favori monta à 100 /1. On l'embarqua dans une charrette ad hoc attelée de postillons qui fit le trajet en soixante-dix heures — et lord George Bentinck gagna une fortune. »

— Mémoires d'un entraîneur, Adolphe de Neuter

## Palmarès

### Depuis 1950
| Année | Vainqueur        | Pays        | Père              | Jockey            | Entraîneur             | Propriétaire                 | Deuxième          | Troisième          | Temps   |
| ----- | ---------------- | ----------- | ----------------- | ----------------- | ---------------------- | ---------------------------- | ----------------- | ------------------ | ------- |
| 2024  | Jan Brueghel     | Irlande     | Galileo           | Sean Levey        | Aidan O'Brien          | Coolmore                     | Illinois          | Sunway             | 3'04"52 |
| 2023  | Continuous       | Irlande     | Heart's Cry       | Ryan Moore        | Aidan O'Brien          | Coolmore                     | Arrest            | Desert Hero        | 3'06"95 |
| 2022  | Eldar Eldarov    | Royaume-Uni | Dubawi            | David Egan        | Roger Varian           | KHK Racing Ltd               | New London        | Giavellotto        | 3'08"39 |
| 2021  | Hurricane Lane   | Royaume-Uni | Frankel           | William Buick     | Charlie Appleby        | Godolphin                    | Mojo Star         | The Mediterranean  | 3'04"28 |
| 2020  | Galileo Chrome   | Irlande     | Australia         | Tom Marquand      | Joseph O'Brien         | Galileo Chrome Partnership   | Berkshire Rocco   | Pyledriver         | 3'01"94 |
| 2019  | Logician         | Royaume-Uni | Frankel           | Frankie Dettori   | John Gosden            | Khalid Abdullah              | Sir Ron Priestley | Nayef Road         | 3'00"27 |
| 2018  | Kew Gardens      | Irlande     | Galileo           | Ryan Moore        | Aidan O'Brien          | S.Magnier, D.Smith & M.Tabor | Lah Ti Dar        | Southern France    | 3'03"34 |
| 2017  | Capri            | Irlande     | Galileo           | Ryan Moore        | Aidan O'Brien          | S.Magnier, D.Smith & M.Tabor | Crystal Ocean     | Stradivarius       | 3'04"04 |
| 2016  | Harbour Law      | Royaume-Uni | Lawman            | George Baker      | Laura Mongan           | Jackie Cornwell              | Ventura Storm     | Housesofparliament | 3'05"48 |
| 2015  | Simple Verse     | Royaume-Uni | Duke of Marmalade | Andrea Atzeni     | Ralph Beckett          | Qatar Racing, Al Thani & Co  | Bondi Beach       | Fields Of Athenry  | 3'07"12 |
| 2014  | Kingston Hill    | Royaume-Uni | Mastercraftsman   | Andrea Atzeni     | Roger Varian           | Paul Smith                   | Romsdal           | Snow Sky           | 3'05"42 |
| 2013  | Leading Light    | Irlande     | Montjeu           | Joseph O'Brien    | Aidan O'Brien          | S.Magnier, D.Smith & M.Tabor | Talent            | Galileo Rock       | 3'09"20 |
| 2012  | Encke            | Royaume-Uni | Kingmambo         | Mickaël Barzalona | Mahmood Al Zarooni     | Godolphin                    | Camelot           | Michelangelo       | 3'03"81 |
| 2011  | Masked Marvel    | Royaume-Uni | Montjeu           | William Buick     | John Gosden            | Bjorn Nielsen                | Brown Panther     | Sea Moon           | 3'00"44 |
| 2010  | Arctic Cosmos    | Royaume-Uni | North Light       | William Buick     | John Gosden            | Rachel Hood                  | Midas Touch       | Corsica            | 3'03"12 |
| 2009  | Mastery          | Royaume-Uni | Sulamani          | Ted Durcan        | Saeed bin Suroor       | Godolphin                    | Kite Wood         | Monitor Closely    | 3'04"81 |
| 2008  | Conduit          | Royaume-Uni | Dalakhani         | Frankie Dettori   | Sir Michael Stoute     | Ballymacoll Stud             | Unsung Heroine    | Look Here          | 3'07"92 |
| 2007  | Lucarno          | Royaume-Uni | Dynaformer        | Jimmy Fortune     | John Gosden            | George Strawbridge           | Mahler            | Honolulu           | 3'01"98 |
| 2006  | Sixties Icon*    | Royaume-Uni | Galileo           | Frankie Dettori   | Jeremy Noseda          | Susan Roy                    | The Last Drop     | Red Rocks          | 2'57"29 |
| 2005  | Scorpion         | Irlande     | Sadler's Wells    | Frankie Dettori   | Aidan O'Brien          | Sue Magnier & Michael Tabor  | The Geezer        | Tawqeet            | 3'19"01 |
| 2004  | Rule of Law      | Royaume-Uni | Kingmambo         | Kerrin McEvoy     | Saeed bin Suroor       | Godolphin                    | Quiff             | Tycoon             | 3'06"29 |
| 2003  | Brian Boru       | Irlande     | Sadler's Wells    | Jamie Spencer     | Aidan O'Brien          | Sue Magnier                  | High Accolade     | Phoenix Reach      | 3'04"64 |
| 2002  | Bollin Eric      | Royaume-Uni | Shaamit           | Kevin Darley      | Tim Easterby           | Sir Neil Westbrook           | Highest           | Bandari            | 3'02"92 |
| 2001  | Milan            | Irlande     | Sadler's Wells    | Michael Kinane    | Aidan O'Brien          | Sue Magnier & Michael Tabor  | Demophilos        | Mr Combustible     | 3'05"16 |
| 2000  | Millenary        | Royaume-Uni | Rainbow Quest     | Richard Quinn     | John Dunlop            | Neil Jones                   | Air Marshall      | Chimes At Midnight | 3'02"58 |
| 1999  | Mutafaweq        | Royaume-Uni | Silver Hawk       | Richard Hills     | Saeed bin Suroor       | Écurie Godolphin             | Ramruma           | Adair              | 3'02"75 |
| 1998  | Nedawi           | Royaume-Uni | Rainbow Quest     | John Reid         | Saeed bin Suroor       | Écurie Godolphin             | High And Low      | Sunshine Street    | 3'05"61 |
| 1997  | Silver Patriarch | Royaume-Uni | Saddler's Hall    | Pat Eddery        | John Dunlop            | Peter Winfield               | Vertical Speed    | The Fly            | 3'06"92 |
| 1996  | Shantou          | Royaume-Uni | Alleged           | Frankie Dettori   | John Gosden            | Cheikh Mohammed              | Dushyantor        | Samraan            | 3'05"10 |
| 1995  | Classic Cliché   | Royaume-Uni | Salse             | Frankie Dettori   | Saeed bin Suroor       | Écurie Godolphin             | Minds Music       | Istidaad           | 3'09"74 |
| 1994  | Moonax           | Royaume-Uni | Caerleon          | Pat Eddery        | Barry Hills            | Cheikh Mohammed              | Broadway Flyer    | Double Trigger     | 3'04"19 |
| 1993  | Bob's Return     | Royaume-Uni | Bob Back          | Philip Robinson   | Mark Tompkins          | Mrs Jackie Smith             | Armiger           | Edbaysaan          | 3'07"85 |
| 1992  | User Friendly    | Royaume-Uni | Slip Anchor       | George Duffield   | Clive Brittain         | Bill Gredley                 | Sonus             | Bonny Scot         | 3'05"48 |
| 1991  | Toulon           | France      | Top Ville         | Pat Eddery        | André Fabre            | Khalid Abdullah              | Saddlers Hall     | Micheletti         | 3'03"12 |
| 1990  | Snurge           | Royaume-Uni | Ela-Mana-Mou      | Richard Quinn     | Paul Cole              | Martyn Arbib                 | Hellenic          | River God          | 3'08"78 |
| 1989  | Michelozzo *     | Royaume-Uni | Northern Baby     | Steve Cauthen     | Henry Cecil            | Charles St George            | Sapience          | Roseate Tern       | 3'20"72 |
| 1988  | Minster Son      | Royaume-Uni | Niniski           | Willie Carson     | Neil Graham            | Lady Beaverbrook             | Diminuendo        | Sheriffs Star      | 3'06"80 |
| 1987  | Reference Point  | Royaume-Uni | Mill Reef         | Steve Cauthen     | Henry Cecil            | Louis Freedman               | Mountain Kingdom  | Dry Dock           | 3'05"91 |
| 1986  | Moon Madness     | Royaume-Uni | Vitiges           | Pat Eddery        | John Dunlop            | Duchesse de Norfolk          | Celestial Storm   | Untold             | 3'05"03 |
| 1985  | Oh So Sharp      | Royaume-Uni | Kris              | Steve Cauthen     | Henry Cecil            | Cheikh Mohammed              | Phardante         | Lanfranco          | 3'07"13 |
| 1984  | Commanche Run    | Royaume-Uni | Run The Gantlet   | Lester Piggott    | Luca Cumani            | Ivan Allan                   | Baynoun           | Alphabatim         | 3'09"93 |
| 1983  | Sun Princess     | Royaume-Uni | English Prince    | Willie Carson     | Dick Hern              | Sir Michael Sobell           | Esprit du Nord    | Carlingford Castle | 3'16"65 |
| 1982  | Touching Wood    | Royaume-Uni | Roberto           | Paul Cook         | Tom Jones              | Maktoum Al Maktoum           | Zilos             | Diamond Shoal      | 3'03"53 |
| 1981  | Cut Above        | Royaume-Uni | High Top          | Joe Mercer        | Dick Hern              | Sir Jakie Astor              | Glint of Gold     | Bustomi            | 3'11"60 |
| 1980  | Light Cavalry    | Royaume-Uni | Brigadier Gerard  | Joe Mercer        | Henry Cecil            | Jim Joel                     | Water Mill        | World Leader       | 3'11"48 |
| 1979  | Son of Love      | France      | Jefferson         | Alain Lequeux     | Robert Collet          | Alexis Rolland               | Soleil Noir       | Niniski            | 3'09"02 |
| 1978  | Julio Mariner    | Royaume-Uni | Blakeney          | Eddie Hide        | Clive Brittain         | Marcus Lemos                 | Le Moss           | M-Lolshan          | 3'04"94 |
| 1977  | Dunfermline      | Royaume-Uni | Royal Palace      | Willie Carson     | Dick Hern              | The Queen                    | Alleged           | Classic Example    | 3'05"17 |
| 1976  | Crow             | France      | Exbury            | Yves Saint-Martin | Angel Penna            | Daniel Wildenstein           | Secret Man        | Scallywag          | 3'13"17 |
| 1975  | Bruni            | Royaume-Uni | Sea Hawk          | Tony Murray       | Ryan Price             | Charles St George            | King Pellinore    | Libras Rib         | 3'09"02 |
| 1974  | Bustino          | Royaume-Uni | Busted            | Joe Mercer        | Dick Hern              | Lady Beaverbrook             | Giacometti        | Riboson            | 3'09"02 |
| 1973  | Peleid           | Royaume-Uni | Derring-Do        | Frankie Durr      | Bill Elsey             | Bill Behrens                 | Buoy              | Duke of Ragusa     | 3'08"21 |
| 1972  | Boucher          | Irlande     | Ribot             | Lester Piggott    | Vincent O'Brien        | Ogden Phipps                 | Our Mirage        | Ginevra            | 3'28"71 |
| 1971  | Athens Wood      | Royaume-Uni | Celtic Ash        | Lester Piggott    | Tom Jones              | Eileen Rogerson              | Homeric           | Falkland           | 3'14"90 |
| 1970  | Nijinsky         | Irlande     | Northern Dancer   | Lester Piggott    | Vincent O'Brien        | Charles W. Engelhard, Jr.    | Meadowville       | Politico           | 3'06"40 |
| 1969  | Intermezzo       | Royaume-Uni | Hornbeam          | Ron Hutchinson    | Harry Wragg            | Gerry Oldham                 | Ribofilio         | Prince Consort     | 3'11"80 |
| 1968  | Ribero           | Royaume-Uni | Ribot             | Lester Piggott    | Fulke Johnson Houghton | Charles W. Engelhard, Jr.    | Canterbury        | Cold Storage       | 3'19"80 |
| 1967  | Ribocco          | Royaume-Uni | Ribot             | Lester Piggott    | Fulke Johnson Houghton | Charles W. Engelhard, Jr.    | Hopeful Venture   | Ruysdael           | 3'05"40 |
| 1966  | Sodium           | Royaume-Uni | Psidium           | Frankie Durr      | George Todd            | Radha Sigtia                 | Charlottown       | David Jack         | 3'09"80 |
| 1965  | Provoke          | Royaume-Uni | Aureole           | Joe Mercer        | Dick Hern              | Jakie Astor                  | Meadow Court      | Solstice           | 3:18.60 |
| 1964  | Indiana          | Royaume-Uni | Savajirao         | Jimmy Lindley     | Jack Watts             | Charles W. Engelhard, Jr.    | Patti             | Soderini           | 3'05"40 |
| 1963  | Ragusa           | Irlande     | Ribot             | Garnie Bougoure   | Paddy Prendergast      | Jim Mullion                  | Star Moss         | Fighting Ship      | 3'05"40 |
| 1962  | Hethersett       | Royaume-Uni | Hugh Lupus        | Harry Carr        | Dick Hern              | Lionel Holiday               | Monterrico        | Miralgo            | 3'10"80 |
| 1961  | Aurelius         | Royaume-Uni | Aureole           | Lester Piggott    | Noel Murless           | Vera Lilley                  | Bounteous         | Dicta Drake        | 3'06"60 |
| 1960  | St. Paddy        | Royaume-Uni | Aureole           | Lester Piggott    | Noel Murless           | Sir Victor Sassoon           | Die Hard          | Vienna             | 3'13"20 |
| 1959  | Cantelo          | Royaume-Uni | Chanteur          | Eddie Hide        | Charles Elsey          | William Hill                 | Fidalgo           | Pindari            | 3'04"60 |
| 1958  | Alcide           | Royaume-Uni | Alycidon          | Harry Carr        | Cecil Boyd-Rochfort    | Sir Humphrey de Trafford     | None Nicer        | Nagami             | 3'06"40 |
| 1957  | Ballymoss        | Royaume-Uni | Mossborough       | Tommy Burns       | Vincent O'Brien        | John McShain                 | Court Harwell     | Brioche            | 3'15"60 |
| 1956  | Cambremer        | Royaume-Uni | Chamossaire       | Freddie Palmer    | Georges Bridgland      | Ralph Strassburger           | Hornbeam          | French Beige       | 3'12"20 |
| 1955  | Meld             | Royaume-Uni | Alycidon          | Harry Carr        | Cecil Boyd-Rochfort    | Lady Zia Werner              | Nucleus           | Beau Prince        | 3'14"60 |
| 1954  | Never Say Die    | Royaume-Uni | Nasrullah         | Charlie Smirke    | Joe Lawson             | Robert Clark                 | Elopement         | Estremadur         | 3'10"6  |
| 1953  | Premonition      | Royaume-Uni | Precipitation     | Eph Smith         | Cecil Boyd-Rochfort    | Wilfred Wyatt                | Northern Light    | Aureole            | 3'06"80 |
| 1952  | Tulyar           | Royaume-Uni | Tehran            | Charlie Smirke    | Marcus Marsh           | Aga Khan III                 | Kingsfold         | Alcinus            | 3'07"80 |
| 1951  | Talma            | France      | Pharis            | Rae Johnstone     | Charles Semblat        | Marcel Boussac               | Fraise du Bois    | Medway             | 3'13"80 |
| 1950  | Scratch          | France      | Pharis            | Rae Johnstone     | Charles Semblat        | Marcel Boussac               | Vieux Manoir      | Sanlinea           | 3'08"80 |

* L'édition 1989 a été courue à l’hippodrome de Ayr après avoir été remise à plus tard à Doncaster une semaine avant.

### 1776-1949
| Année | Vainqueur           | Jockey             | Entraîneur          | Propriétaire                                  |
| ----- | ------------------- | ------------------ | ------------------- | --------------------------------------------- |
| 1776  | Allabaculia         | John Singleton     | Christopher Scaife  | 2nd Marquis de Rockingham                     |
| 1777  | Bourbon             | John Cade          |                     | William Sotheron                              |
| 1778  | Hollandaise         | George Herring     | Joseph Rose         | Sir Thomas Gascoigne                          |
| 1779  | Tommy               | George Lowry Snr   | Joseph Rose         | Thomas Stapleton                              |
| 1780  | Ruler               | John Mangle        |                     | William Bethell                               |
| 1781  | Serina              | R Foster           | J Lowther           | Colonel William Radcliffe                     |
| 1782  | Imperatrix          | Searle             | George Searle       | Rev Henry Goodricke                           |
| 1783  | Phoenomenon         | Anthony Hall       | Issac Cape          | Sir John Lister Kaye                          |
| 1784  | Omphale             | J Kirton           | M Mason             | John Coates                                   |
| 1785  | Cowslip             | Searle             | George Searle       | Richard Hill                                  |
| 1786  | Paragon             | John Mangle        | John Mangle         | Duc d'Hamilton                                |
| 1787  | Spadille            | John Mangle        | John Mangle         | Duc d'Hamilton                                |
| 1788  | Young Flora         | John Mangle        | John Mangle         | Duc d'Hamilton                                |
| 1789  | Pewett              | Wilson             | Christopher Scaife  | William Fitzwilliam, 4e Comte Fitzwilliam     |
| 1790  | Ambidexter          | George Searle      | George Searle       | Rev Henry Goodricke                           |
| 1791  | Young Traveller     | John Jackson       | John Hutchinson     | John Hutchinson                               |
| 1792  | Tartar              | John Mangle        | John Mangle         | Duc d'Hamilton                                |
| 1793  | Ninety-Three        | Bill Peirse        |                     | John Clifton                                  |
| 1794  | Beningbrough        | John Jackson       | John Hutchinson     | John Hutchinson                               |
| 1795  | Hambletonian        | Dixon Boyce        | John Hutchinson     | Sir Charles Turner                            |
| 1796  | Ambrosio            | John Jackson       | F Neale             | Joseph Cookson                                |
| 1797  | Lounger             | Shepherd           | George Searle       | Rev Henry Goodricke                           |
| 1798  | Symmetry            | John Jackson       | Sam King            | Sir Thomas Gascoigne                          |
| 1799  | Cockfighter         | Tom Fields         | Tom Fields          | Sir Henry Tempest Vane                        |
| 1800  | Champion            | Francis Buckle     | T Perren            | Christopher Wilson                            |
| 1801  | Quiz                | John Shepherd      | George Searle       | Rev Henry Goodricke                           |
| 1802  | Orville             | John Singleton Jnr | Christopher Scaife  | William Fitzwilliam, 4e Comte Fitzwilliam     |
| 1803  | Remembrancer        | Ben Smith          | J Smith             | Comte de Strathmore & Kinghorne               |
| 1804  | Sancho              | Francis Buckle     | Bartle Atkinson     | Harry Mellish                                 |
| 1805  | Stavely             | John Jackson       | Bartle Atkinson     | Harry Mellish                                 |
| 1806  | Fyldener            | Tom Carr           |                     | John Clifton                                  |
| 1807  | Paulina             | Bill Clift         | Christopher Scaife  | William Fitzwilliam, 4e Comte Fitzwilliam     |
| 1808  | Petronius           | Ben Smith          | William Theakston   | Duc d'Hamilton                                |
| 1809  | Ashton              | Ben Smith          | William Theakston   | Duc d'Hamilton                                |
| 1810  | Octavian            | Bill Clift         |                     | Duc de Leeds                                  |
| 1811  | Soothsayer          | Ben Smith          | Tommy Sykes         | Richard Gascoigne                             |
| 1812  | Otterington         | Bob Johnson        | W Hessletine        | Mr Robb                                       |
| 1813  | Altisidora          | John Jackson       | Tommy Sykes         | Squire Richard Watt of Bishop Burton          |
| 1814  | William             | John Shepherd      | William Theakston   | Duc d'Hamilton                                |
| 1815  | Filho da Puta       | John Jackson       | James Croft         | Sir William Maxwell                           |
| 1816  | The Duchess         | Ben Smith          | James Croft         | Sir Bellingham Graham                         |
| 1817  | Ebor                | Bob Johnson        | John Lonsdale       | Henry Peirse of Bedale                        |
| 1818  | Reveller            | Bob Johnson        | John Lonsdale       | Henry Peirse of Bedale                        |
| 1819  | Antonio             | Tom Nicholson      | John Lonsdale       | James Ferguson                                |
| 1820  | St Patrick          | Bob Johnson        | John Lonsdale       | Sir Edward Smith                              |
| 1821  | Jack Spigot         | Bill Scott         | I Blades            | Hon Thomas Orde-Powlett                       |
| 1822  | Theodore            | John Jackson       | James Croft         | Hon Edward Petre                              |
| 1823  | Barefoot            | 'Dick' Goodison    | Richard Shepherd    | Squire Watt of Bishop Burton                  |
| 1824  | Jerry               | Ben Smith          | James Croft         | Richard Gascoigne                             |
| 1825  | Memnon              | Bill Scott         | Richard Shepherd    | Squire Watt of Bishop Burton                  |
| 1826  | Tarrare             | George Nelson      | Sam King            | Richard George Lumley, 9e Comte de Scarbrough |
| 1827  | Matilda             | Jem Robinson       | John Scott          | Hon Edward Petre                              |
| 1828  | The Colonel         | Bill Scott         | John Scott          | Hon Edward Petre                              |
| 1829  | Rowton              | Bill Scott         | John Scott          | Hon Edward Petre                              |
| 1830  | Birmingham          | Patrick Connolly   | T Flintoff          | John Beardsworth                              |
| 1831  | Chorister           | John Barham Day    | John Smith          | William Harry Vane, 1er Duc de Cleveland      |
| 1832  | Margrave            | Jem Robinson       | John Scott          | John Gully                                    |
| 1833  | Rockingham          | Sam Darling        | Richard Shepherd    | Squire Watt of Bishop Burton                  |
| 1834  | Touchstone          | George Calloway    | John Scott          | Robert Grosvenor, 1er Marquis de Westminster  |
| 1835  | Queen of Trumps     | Tommy Lye          | J Blenkhorn         | Hon Edward Mostyne                            |
| 1836  | Elis                | John Barham Day    | J Doe               | Lord George Bentinck                          |
| 1837  | Mango               | Sam Day Jnr        | M Dilly             | Charles Cavendish Fulke Greville              |
| 1838  | Don John            | Bill Scott         | John Scott          | George Stanhope, 6e Comte de Chesterfield     |
| 1839  | Charles XII         | Bill Scott         | John Scott          | Major Yarburgh                                |
| 1840  | Launcelot           | Bill Scott         | John Scott          | Robert Grosvenor, 1er Marquis de Westminster  |
| 1841  | Satirist            | Bill Scott         | John Scott          | Robert Grosvenor, 1er Marquis de Westminster  |
| 1842  | Blue Bonnet         | Tommy Lye          | Tom Dawson          | Archibald Montgomerie, 13e Comte de Eglinton  |
| 1843  | Nutwith             | Job Marson         | Bob Johnson         | Samuel Wrather                                |
| 1844  | Faugh-a-Ballagh     | Henry Bell         | J Forth             | E J Irwin                                     |
| 1845  | The Baron           | Frank Butler       | John Scott          | Squire Watt of Bishop Burton                  |
| 1846  | Sir Tatton Sykes    | Bill Scott         | W Oates             | Bill Scott                                    |
| 1847  | Van Tromp           | Job Marson         | John Fobert         | Lord Eglinton                                 |
| 1848  | Surplice            | Nat Flatman        | R Stephenson Jr     | Henry Agar-Ellis, 3e Vicomte Clifden          |
| 1849  | The Flying Dutchman | Charlie Marlow     | John Fobert         | Archibald Montgomerie, 13e Comte de Eglinton  |
| 1850  | Voltigeur           | Job Marson         | R Hill              | Thomas Dundas, 2e Comte de Zetland            |
| 1851  | Newminster          | Sim Templeman      | John Scott          | Anthony Nichol                                |
| 1852  | Stockwell           | John Norman        | W Harlock           | Brownlow Cecil, 2nd Marquis de Exeter         |
| 1853  | West Australian     | Frank Butler       | John Scott          | John Bowes                                    |
| 1854  | Knight of St George | Robert Basham      | R Longstaff         | J B Morris                                    |
| 1855  | Saucebox            | John Wells         | Tom Parr            | Tom Parr                                      |
| 1856  | Warlock             | Nat Flatman        | John Scott          | Anthony Nichol                                |
| 1857  | Imperieuse          | Nat Flatman        | John Scott          | John Scott                                    |
| 1858  | Sunbeam             | Luke Snowden       | Mathew Dawson       | James Merry                                   |
| 1859  | Gamester            | Tom Aldcroft       | John Scott          | Sir Charles Monck                             |
| 1860  | St Albans           | Luke Snowden       | Alec Taylor Snr     | Marquis de Ailesbury                          |
| 1861  | Caller Ou           | Tom Chaloner       | William I'Anson     | William I'Anson                               |
| 1862  | The Marquis         | Tom Chaloner       | John Scott          | Stanhope Hawke                                |
| 1863  | Lord Clifden        | Johnny Osbourne    | E Parr              | Vicomte St Vincent                            |
| 1864  | Blair Athol         | Jim Snowden        | William I'Anson     | William I'Anson                               |
| 1865  | Gladiateur          | Harry Grimshaw     | Tom Jennings        | Comte Frederic de Lagrange                    |
| 1866  | Lord Lyon           | Harry Custance     | James Dover         | Richard Sutton                                |
| 1867  | Achievement         | Tom Chaloner       | James Dover         | Mark Pearson                                  |
| 1868  | Formosa             | Tom Chaloner       | H Woolcott          | William Graham                                |
| 1869  | Pero Gomez          | John Wells         | John Porter         | Sir Joseph Hawley                             |
| 1870  | Hawthornden         | Jemmy Grimshaw     | Jos Dawson          | Vaughan Morgan                                |
| 1871  | Hannah              | Charlie Maidment   | J Hayhoe            | Baron Mayer de Rothschild                     |
| 1872  | Wenlock             | Charlie Maidment   | T Wadlow            | Thomas Egerton, 2nd Comte de Wilton           |
| 1873  | Marie Stuart        | Tom Osborne        | Robert Peck         | James Merry                                   |
| 1874  | Apology             | John Osbourne      | W Osbourne          | John King                                     |
| 1875  | Craig Millar        | Tom Chaloner       | Alec Taylor Snr     | William Stirling Crawfurd                     |
| 1876  | Petrarch            | Jem Goater         | John Dawson Snr     | Viscount Dupplin                              |
| 1877  | Silvio              | Fred Archer        | Mat Dawson          | Evelyn Boscawen, 6e Vicomte Falmouth          |
| 1878  | Jannette            | Fred Archer        | Mat Dawson          | Evelyn Boscawen, 6e Vicomte Falmouth          |
| 1879  | Rayon d'Or          | Jem Goater         | Tom Jennings        | Comte Frédéric de Lagrange                    |
| 1880  | Robert the Devil    | Tom Cannon         | T Jennings          | Charles Brewer                                |
| 1881  | Iroquois            | Fred Archer        | Jacob Pincus        | Pierre Lorillard IV                           |
| 1882  | Dutch Oven          | Fred Archer        | Mat Dawson          | Evelyn Boscawen, 6e Vicomte Falmouth          |
| 1883  | Ossian              | Jack Watts         | Richard Marsh       | Duc d'Hamilton                                |
| 1884  | The Lambkin         | Jack Watts         | Mat Dawson          | Robert Vyner                                  |
| 1885  | Melton              | Fred Archer        | Mat Dawson          | George Manners Astley, 20e Baron Hastings     |
| 1886  | Ormonde             | Fred Archer        | John Porter         | Duc de Westminster                            |
| 1887  | Kilwarlin           | Jack Robinson      | James Jewitt        | Baron Rodney                                  |
| 1888  | Seabreeze           | Jack Robinson      | James Jewitt        | Baron Calthorpe                               |
| 1889  | Donovan             | Fred Barrett       | George Dawson       | Duc de Portland                               |
| 1890  | Memoir              | Jack Watts         | George Dawson       | Duc de Portland                               |
| 1891  | Common              | George Barrett     | John Porter         | Sir Frederick Johnstone                       |
| 1892  | La Flèche           | Jack Watts         | John Porter         | Baron Maurice de Hirsch                       |
| 1893  | Isinglass           | Tommy Loates       | James Jewitt        | Harry McCalmont                               |
| 1894  | Throstle            | Morny Cannon       | John Porter         | Henry Gerard Sturt, 1er Baron Alington        |
| 1895  | Sir Visto           | Sam Loates         | Mat Dawson          | Archibald Primrose, 5e Comte de Rosebery      |
| 1896  | Persimmon           | Jack Watts         | Richard Marsh       | Prince de Galles                              |
| 1897  | Galtee More         | Charlie Wood       | Sam Darling         | John Gubbins                                  |
| 1898  | Wildfowler          | Charlie Wood       | Sam Darling         | Henry Greer                                   |
| 1899  | Flying Fox          | Morny Cannon       | John Porter         | Duc de Westminster                            |
| 1900  | Diamond Jubilee     | Herbert Jones      | Richard Marsh       | Prince de Galles                              |
| 1901  | Doricles            | Kempton Cannon     | Alfred Hayhoe       | Leopold de Rothschild                         |
| 1902  | Sceptre             | Fred Hardy         | Bob Sievier         | Bob Sievier                                   |
| 1903  | Rock Sand           | Danny Maher        | George Blackwell    | Sir James Miller                              |
| 1904  | Pretty Polly        | Willie Lane        | Peter Gilpin        | Eustace Loder                                 |
| 1905  | Challacombe         | Otto Madden        | Alec Taylor         | Washington Singer                             |
| 1906  | Troutbeck           | George Stern       | Willie Waugh        | Duc de Westminster                            |
| 1907  | Wool Winder         | Bill Halsey        | Harry Enoch         | Ned Baird                                     |
| 1908  | Your Majesty        | Wal Griggs         | Charles Morton      | Jack B. Joel                                  |
| 1909  | Bayardo             | Danny Maher        | Alec Taylor         | Alfred Cox                                    |
| 1910  | Swynford            | Frank Wootton      | George Lambton      | Comte de Derby                                |
| 1911  | Prince Palatine     | Frank O'Neill      | Henry Beardsley     | Thomas Pilkington                             |
| 1912  | Tracery             | George Bellhouse   | John Watson         | August Belmont, Jr.                           |
| 1913  | Night Hawk          | Elijah Wheatley    | Jack Robinson       | William Walker                                |
| 1914  | Black Jester        | Wal Griggs         | Charles Morton      | Jack B. Joel                                  |
| 1915  | Pommern             | Steve Donoghue     | Charley Peck        | Solomon Joel                                  |
| 1916  | Hurry On            | Charlie Childs     | Fred Darling        | James Buchanan                                |
| 1917  | Gay Crusader        | Steve Donoghue     | Alec Taylor         | Alfred Cox                                    |
| 1918  | Gainsborough        | Joe Childs         | Alec Taylor         | Lady James Douglas                            |
| 1919  | Keysoe              | Brownie Carslake   | George Lambton      | Comte de Derby                                |
| 1920  | Caligula            | Arthur Smith       | Jack Leader         | Mathradas Goculdas                            |
| 1921  | Polemarch           | Joe Childs         | Tom Green           | Marquis de Londonderry                        |
| 1922  | Royal Lancer        | Bobby Jones        | Alf Sadler          | Hugh Cecil Lowther, 5e Comte de Lonsdale      |
| 1923  | Tranquil            | Tommy Weston       | Charles Morton      | Comte de Derby                                |
| 1924  | Salmon-Trout        | Brownie Carslake   | Richard C. Dawson   | Aga Khan III                                  |
| 1925  | Solario             | Joe Childs         | Reg Day             | Sir John Rutherford                           |
| 1926  | Coronach            | Joe Childs         | Fred Darling        | James Buchanan, 1er Baron Woolavington        |
| 1927  | Book Law            | Henri Jelliss      | Alec Taylor         | Waldorf Astor, 2e vicomte Astor               |
| 1928  | Fairway             | Tommy Weston       | Frank Butters       | Comte de Derby                                |
| 1929  | Trigo               | Michael Beary      | Richard C. Dawson   | William Barnett                               |
| 1930  | Singapore           | Gordon Richards    | Tommy Hogg          | 1er Baron Glaneley                            |
| 1931  | Sandwich            | Harry Wragg        | John Layton Jarvis  | Harry Primrose, 6e Comte de Rosebery          |
| 1932  | Firdaussi           | Freddy Fox         | Frank Butters       | Aga Khan III                                  |
| 1933  | Hyperion            | Tommy Weston       | George Lambton      | Comte de Derby                                |
| 1934  | Windsor Lad         | Charlie Smirke     | Marcus Marsh        | Martin Benson                                 |
| 1935  | Bahram              | Charlie Smirke     | Frank Butters       | Aga Khan III                                  |
| 1936  | Boswell             | Pat Beasley        | Cecil Boyd-Rochfort | William Woodward, Sr.                         |
| 1937  | Chulmleigh          | Gordon Richards    | Tommy Hogg          | 1er Baron Glaneley                            |
| 1938  | Scottish Union      | Brownie Carslake   | Noel Cannon         | Jimmy Rank                                    |
| 1939  | Non Courue          | Non Courue         | Non Courue          | Non Courue                                    |
| 1940  | Turkhan             | Gordon Richards    | Frank Butters       | Aga Khan III                                  |
| 1941  | Sun Castle          | George Bridgland   | Cecil Boyd-Rochfort | 1er Vicomte Portal                            |
| 1942  | Sun Chariot         | Gordon Richards    | Fred Darling        | George VI                                     |
| 1943  | Herringbone         | Harry Wragg        | Walter Earl         | Comte de Derby                                |
| 1944  | Tehran              | Gordon Richards    | Frank Butters       | Aga Khan III                                  |
| 1945  | Chamossaire         | Tommy Lowrey       | Dick Perryman       | Stanhope Joel                                 |
| 1946  | Airborne            | Tommy Lowrey       | Dick Perryman       | John Ferguson                                 |
| 1947  | Sayajirao           | Edgar Britt        | Sam Armstrong       | Maharajah de Baroda                           |
| 1948  | Black Tarquin       | Edgar Britt        | Cecil Boyd-Rochfort | William Woodward, Sr.                         |
| 1949  | Ridge Wood          | Michael Beary      | Noel Murless        | Geoffrey Smith                                |